# Acridocarpus staudtii
Acridocarpus staudtii là một loài thực vật có hoa trong họ Malpighiaceae. Loài này được (Engl.) Engl. ex Hutch. & Dalziel mô tả khoa học đầu tiên năm 1928.